# Emile Ganguillet
Emile Oscar Ganguillet (* 14. Mai 1818 in Cormoret; † 5. Mai 1894 in Bern) war ein Schweizer Wasserbauingenieur.

## Leben
Emile Ganguillet besuchte nach dem frühen Tod seines Vaters die Schule seines Heimatdorfes, das Institut Allemann in Kirchlindach bei Bern, das Collège in Biel und das Berner Obergymnasium. Das beabsichtigte Theologiestudium führte er nicht durch, sondern wandte sich den Naturwissenschaften zu. Nach einer bautechnischen Beschäftigung in seiner Heimat folgte eine siebenjährige Tätigkeit im Frankreich.
In Dijon und in Besançon wirkte er bei Strassen-, Brücken- und Eisenbahnbauten mit. 1847 kam er in seine Heimat zurück, fand dort Anstellung im Staatsdienst und war zunächst Bezirksingenieur. Im Dezember 1858 wählte ihn die Regierung zum Oberingenieur des Kantons Bern. Dieses Stellung behielt er bis Frühjahr 1894.
An der Spitze des bernischen Ingenieurwesens leitete er viele bedeutende Arbeiten im Bereiche Brücken- und Wasserbauten. Zu seinen Arbeiten auf dem Gebiet des Wasserbaus gehören auch die gemeinsam mit Wilhelm Rudolf Kutter ausgeführten Untersuchungen über die gleichförmige Bewegung des Wassers in Kanälen und Flüssen, die 1869 veröffentlicht wurden.
Der Schweizerische Ingenieur- und Architektenverein bot ihm als Ausdruck der Hochachtung im September 1893 die Ehrenmitgliedschaft an. Die Untersuchungen von Ganguillet und Kutter sind für die Gerinnehydraulik von besonderer Bedeutung. Die Rauhigkeitswerte der grossen und der kleinen Formel haben die Grössenordnung des Brahms-de Chézy Geschwindigkeitsbeiwertes. Damit wurde die Grundlage zu einer allgemeinen Rauhigkeitsskala geschaffen.